# Väsby Nya Gymnasium
Väsby Nya Gymnasium (VNG) – även känt som Väsby Gymnasium – är en kommunal gymnasieskola i Upplands Väsby. 
Skolan är inrymd i kvarteret Messingen vid Upplands Väsby station. Väsby Nya Gymnasium ersatte hösten 2011 Vilunda gymnasium, efter denna skolas nedläggning. Redan under läsåret 2010/2011 existerade dock Väsby Nya Gymnasium i form av en försöksverksamhet för 100 elever och lärare i Kulturhuset, i väntan på de nya lokalerna i Messingen. 
Väsby Nya Gymnasium har uppmärksammats[källa behövs] för sina satsningar på IT-lösningar i undervisningen. Exempelvis förfogar varje elev och lärare över en bärbar dator. Sedan strax efter uppstarten hösten 2010 är Väsby Nya Gymnasium en del av Microsofts internationella Pathfinder-projekt, tillsammans med ett femtiotal skolor i världen som gjort liknande satsningar.
Skolan hade 2011 cirka 500 elever fördelade på fyra studieförberedande program.[källa behövs]
Upplands Väsby kommun har, tillsammans med Hemsö, White arkitekter och Peab vunnit Stora samhällsbyggarpriset för byggnaden Messingen vid Väsby station med motiveringen "för ett effektivt användande av samhällets resurser som resulterat i ett stort bidrag till en levande, lärande och hållbar stadsmiljö".